# Beschaffungslogistik

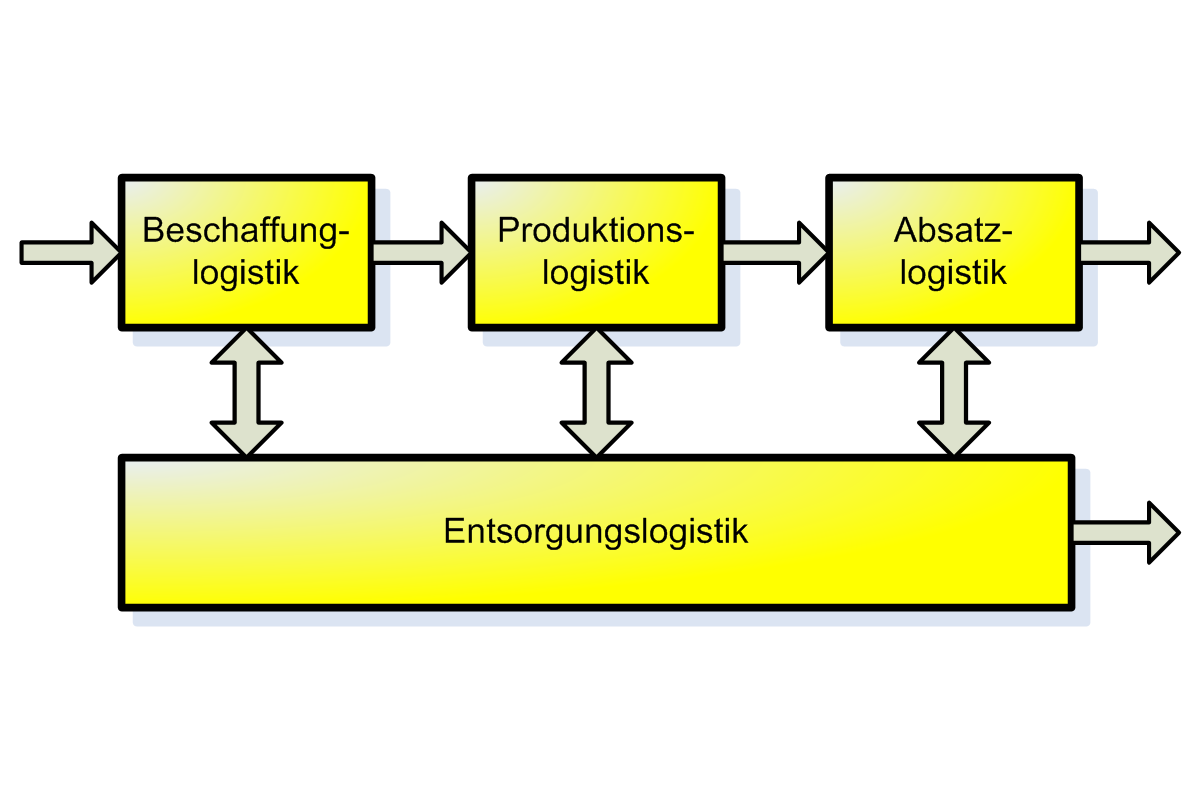
Subsysteme der Logistik: Beschaffungs-, Produktions-, Absatz- und Entsorgungslogistik

Der Begriff Beschaffungslogistik als Teil der Beschaffung und der Logistik bezeichnet in der Betriebswirtschaftslehre den Prozess des Wareneinkaufs bis zum Transport des Materials zum Eingangslager oder zur Produktion. Sie verbindet damit die Absatzlogistik der Lieferanten und die Produktionslogistik eines Unternehmens.

## Aufgaben
Ihre Aufgabe ist es, im Wareneingang die mengen-, termin- und qualitätsgerechte Materialversorgung zu garantieren. Mit Hilfe der Beschaffungslogistik soll die Kette zwischen der Übernahme der Materialien vom Hersteller und der Übergabe an den Kunden optimiert werden.
In der Informationstechnik findet die Beschaffungslogistik durch eine stärkere Nutzung des Leasings statt. Damit werden mit dem Kauf von IT-Produkten verbundene Wartungskosten weitgehend vermieden, das Leasingunternehmen muss für Wartung sorgen und bei technischem Fortschritt (Geräteüberholung) deren Austausch veranlassen und realisieren. Lediglich das Verbrauchsmaterial trägt der Leasingnehmer. Ebenfalls in diesem Sektor ist die Straffung von Datenbanksystemen für stärkere Vernetzung anzusiedeln (Informationslogistik), wie auch das Upgrading bereits installierter Software.

## Objekte
Als Objekte der Beschaffungslogistik werden alle Güter betrachtet, die dem Unternehmen entsprechend seinem Bedarf zur Verfügung gestellt werden müssen.
Der Beschaffungslogistik fällt eine besondere Rolle im Rahmen der optimalen Versorgung der Kunden zu. Die Beschaffung steht am Anfang der logistischen Kette und damit auch am Beginn der Steuerung der Materialflüsse. Mit Hilfe einer kostengünstigen Beschaffung wird die grundsätzliche Voraussetzung für eine erfolgreiche Leistungsbereitstellung und die Aufrechterhaltung der Wettbewerbsfähigkeit ermöglicht. Mittels einer zweckmäßigen Lagertechnik, einer Erhöhung des Lagerumschlags und der damit einhergehenden Senkung der Lagerbestände und der Kapitalbindung trägt die Lagerwirtschaft zur Verbesserung der Liquidität bei.

## Ausgestaltung

### Beschaffungsstrategie
Bei der Entwicklung einer Beschaffungsstrategie werden zunächst die Beschaffungsartikel (z. B. strategischer vs. unkritischer Artikel) klassifiziert. Es folgt eine Analyse des Beschaffungsmarktes (→ Beschaffungsmarktforschung; existiert eine Angebots- oder Nachfragemacht?). Anschließend wird das eigene Unternehmen strategisch positioniert (soll das eigene Unternehmen aufgrund der Marktsituation aktiv oder passiv handeln?). Abschließend werden Aktionspläne aufgestellt (Wie soll das Unternehmen mit Mengen, Preisen, Lagerbeständen etc. umgehen?).

### Beschaffungsstruktur
Bei der Entwicklung der Beschaffungsstruktur wird festgelegt, inwiefern das Unternehmen weltweite Kostenunterschiede nutzen sollte oder sich auf lokale Märkte beschränken sollte. Es wird die optimale Anzahl verschiedener Lieferanten für dieselben Teile ermittelt. Es wird die Wertschöpfungstiefe angesichts von Variantenvielfalt und unternehmerischer Komplexität festgelegt. Es werden bei den aktuellen Verbrauchsmengen entsprechende Varianten ausgewählt.

## Berechnung und Formeln zur optimalen Bestellung
Es gibt verschiedenste mathematische Methoden um die optimale Bestellmenge zu ermitteln bzw. zu bestimmen. Eine der bekanntesten, wenngleich nicht eine der modernsten, ist die Andler-Formel. Sie wird heute in der Praxis immer weniger gebraucht, da sie den komplexen dynamischen Anforderungen des Bestandsmanagements nur bedingt Rechnung trägt. Sie wird jedoch in der Theorie noch als Grundlage gelehrt.

## Situation heute
Durch die verlängerte Werkbank und die Just-in-time- bzw. Just-in-sequence-Lieferung brechen weite Teile der Güterbeschaffung weg. Dabei nimmt man eine hohe Eigendynamik des Güterverkehrs in Kauf und ist stärker abhängig vom Wettbewerb und von Arbeitskampfmaßnahmen im Sektor Güterverkehr.